# Aartsbisdom Teodosia
Het aartsbisdom Teodosia is een titulair aartsbisdom van de Rooms-Katholieke Kerk. De paus verleent deze eretitel sinds de 16e eeuw. De naam van de stad in het Russisch is Feodosija en in het Turks Caffa.

## Historiek
Teodosia is in oorsprong een oud-Griekse en Byzantijnse stad op de Krim. De oorsprong van het aartsbisdom Teodosia gaat terug tot het tijdperk dat de Republiek Genua heerste over de Krim: van de 13e tot de 15e eeuw. Tijdens het bestuur door de Genuezen had de stad naast een rooms-katholieke bisschop afkomstig uit Genua, ook een Grieks-orthodoxe en een Armeens-orthodoxe bisschop; ze bezat ook een moskee.
Nadat de Ottomanen Teodosia veroverd hadden (1475), behield de paus de herinnering aan de katholieke aanwezigheid in de stad. De eretitel van aartsbisschop van Teodosia verleenden pausen doorgaans aan prelaten die op de Curie in Rome werkten.
Enkele aartsbisschoppen van Teodosia waren:
- Prospero Lorenzo Lambertini (18e eeuw) voor hij paus - Benedictus XV - werd
- Joseph-Dominique d'Inguimbert (18e eeuw), later aartsbisschop van Carpentras
- Ferdinando Maria Saluzzo (18e eeuw), voor hij kardinaal werd.